# Akihito Tsukushi
Shigeya Suzuki (jap. 鈴木茂也 Suzuki Shigeya; ur. 5 maja 1979 w Sagamiharze), bardziej znany pod pseudonimem Akihito Tsukushi (jap. つくしあきひと Tsukushi Akihito) – japoński ilustrator, mangaka i projektant. Znany jest również jako Ichimi Tokusa (jap. とくさ一味 Tokusa Ichimi).

## Życiorys
Tsukushi pochodzi z prefektury Kanagawa, gdzie uczęszczał do Liceum Tachibana Gakuen, a następnie ukończył Tokyo Design Academy. W latach 2000–2010 pracował dla Konami, po czym został niezależnym ilustratorem. Podczas pracy w Konami zajmował się głównie animacją i projektowaniem interfejsu tytułów takich jak Elebits, a także postaci do gry Elebits: The Adventures of Kai and Zero oraz anime Otogi-jūshi Akazukin.
Po opuszczeniu Konami, Tsukushi zaczął rysować mangę. Zadebiutował w 2011 roku, wydając dōjinshi zatytułowane Star Strings Yori (jap. スターストリングスより). W 2012 roku rozpoczął publikację swojej najpopularniejszej serii, Made in Abyss (jap. メイドインアビス), która ukazuje się w magazynie internetowym Web Comic Gamma wydawnictwa Takeshobō. W 2017 roku manga ta została zaadaptowana na anime wyprodukowane przez studio Kinema Citrus.
Jego prace charakteryzują szczegółowe opisy i rysunki narracyjne. Jako osobę, którą podziwia, podaje Normana Rockwella.

## Twórczość

### Manga
- Made in Abyss (jap. メイドインアビス) (od 2012)[4]
- Star Strings yori (jap. スターストリングスより) (2017)[8]

### Anime
- Otogi-jūshi Akazukin (jap. おとぎ銃士 赤ずきん) (projekty postaci; w OVA wymieniony jako Ichimi Tokusa)[9]
- Mayoiga (jap. 迷家-マヨイガ-) (projekt wioski Nanaki)

### Gry wideo
- Elebits i Elebits: The Adventures of Kai and Zero (sztuki piękne, projekty postaci)
- The Sword of Etheria (jap. OZ -オズ-) (projekty potworów, animacje postaci; w napisach wymieniony jako Shigeya Suzuki)
- Suikoden III
- LovePlus
- Dewy’s Adventure (jap. 水精デューイの大冒険!!) (projekty postaci)
- Made in Abyss: Binary Star Falling into Darkness (nadzorca scenariusza)[10]